# الأمير الوراثي (مصر القديمة)
| r · p · a |

| r · p · a |

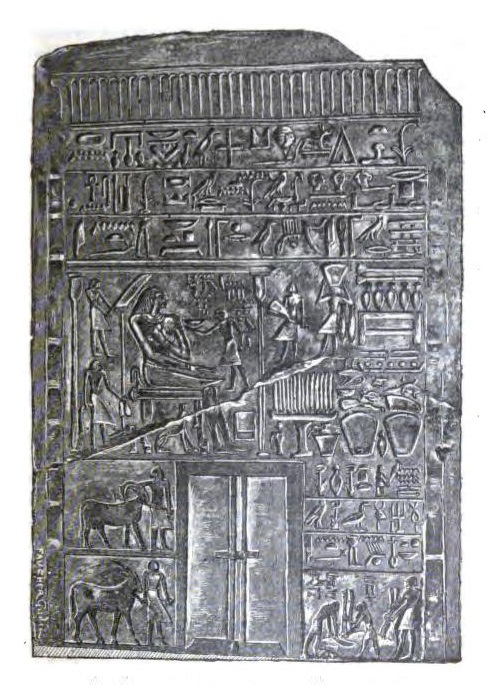
لوحة لأنتف عا أو أنتف الأكبر ، الذي يعتقد أنه أبو الملك منتوحتب الأول ، و يلقب فيها الأمير الوراثي في أول السطر الثاني أعلى اللوحة من جهة اليمين.

الأمير الوراثي (النطق بالمصرية القديمة : إري پع / إري پعت) ، كان لقباً لمجموعة من الشخصيات في مصر القديمة، و قد كان بمثابة إعلان عن مكانة رفيعة لحامله في التسلسل الهرمي للمكانة و الرتب الاجتماعية للبلاد. و قد كان بالفعل أعلى لقب يمكن الحصول عليه في البلاط الملكي المصري ، و كان فقط المسؤولون الأكثر أهمية يحملون هذا اللقب. و هناك شواهد على وجود هذا اللقب منذ عهد الأسرة الأولى : فقد كان «مِركا» من أوائل الحاملين له يعيش في عهد الملكقاع.
و في عصر الدولة الحديثة، كان اللقب في كثير من الأحيان يلقب به ولي العهد ، و كأنه يعني أن حامله كان الحاكم الثاني للبلاد. ولذلك يترجم اللقب على أنه «الأمير الوراثي» أو «ولي العهد» ، و في عهد الملك توت عنخ آمون كان حور محب رسميا حاصلاً على لقب الأمير الوراثي أو خليفة لهذا الفرعون ، ولكن حور محب لم يرث العرش من توت عنخ آمون حيث تدخل الكاهن آي و استولى على العرش بدلا منه لمدة 4 سنوات قبل أن يتولى حورمحب السلطة كملك على البلاد.

## أنظر أيضا
- خصلة الشباب الجانبية
- وظائف مصر القديمة

## هوامش
1. ↑  Wolfram Grajetzki: Court Officials of the Egyptian Middle Kingdom, London 2009 p. 5 ISBN 978-0-7156-3745-6
2. ↑  Toby Wilkinson: Early Dynastic Egypt, London, New York ISBN 0-415-18633-1, p. 148